# Walter Auerbach
Walter Auerbach (* 22. Juli 1905 in Hamburg; † 23. März 1975 in Bonn) war ein deutscher sozialdemokratischer Politiker und Widerstandskämpfer gegen den Nationalsozialismus.

## Leben
Walter Auerbach wurde als Siegmund Selig Auerbach als viertes von neun Kindern orthodoxer jüdischer Eltern geboren, sein jüngerer Bruder war Philipp Auerbach. Volljährig geworden wandte er sich 1926 vom Judentum ab, nahm den Vornamen Walter an und brach auch die Beziehungen zu seinem Elternhaus ab. Nach dem Abitur an der Oberrealschule „Vor dem Holstentor“ im Jahre 1924 (→ Albrecht Wilhelm Thaer) studierte er in Hamburg, Freiburg im Breisgau und Köln Germanistik (in Köln mit dem Schwerpunkt Zeitungswissenschaft), Geschichte und Soziologie. Auerbach war Mitglied der Sozialistischen Studentenschaft. 1929 wurde er an der Universität zu Köln mit einer Dissertation bei Martin Spahn, dem Leiter des Instituts für Zeitungswissenschaft und DNVP-Mitglied, über „Presse und Gruppenbewusstsein“ zum Dr. phil. promoviert. Bereits 1923 war er in die SPD eingetreten.
Von 1930 bis 1933 war Auerbach beim Hauptvorstand des Gesamtverbandes der Arbeitnehmer der öffentlichen Betriebe und des Personen- und Warenverkehrs als persönlicher Assistent von dessen Vorsitzenden und Reichstagsabgeordneten Anton Reißner beschäftigt. Am 2. Mai 1933 wurde er im Zusammenhang mit der Zerschlagung der Gewerkschaften durch die Nationalsozialisten verhaftet. Er konnte jedoch entkommen und flüchtete aus Angst vor einer erneuten Verhaftung am 16. Mai 1933 wie auch Reißner nach Amsterdam. Dort bis 1939 mit Reißner und später bis 1946 in England arbeitete er weiter als Redakteur des Informationsdienstes „Faschismus“ im Generalsekretariat der Internationalen Transportarbeiter-Föderation (ITF). Er unterstützte dabei als Verbindungsmann zwischen Edo Fimmen und linkssozialistischen Widerstandszirkeln aktiv den gewerkschaftlichen Widerstand gegen den NS-Staat im Reichsgebiet. So war Auerbach beispielsweise gut bekannt mit Curt Bley, Rudolf Küstermeier und Franz Hering und wurde so ein wichtiger Verbindungsmann des Roten Stoßtrupps. Auerbach vermittelte der Widerstandsgruppe mehrfach Gelder und Kontakte zu einflussreichen Persönlichkeiten der antifaschistischen Arbeiterbewegung.
Auerbach wurde am 25. Mai 1939 ausgebürgert, da er sich „in hervorragendem Maße in Amsterdam deutschfeindlich“ betätigte. Die Universität entzog ihm darauf am 22. Juni 1939 seinen Doktorgrad. Ob er davon Nachricht erhielt, ist nicht bekannt. Er führte den Titel jedenfalls weiter. Die Universität hob erst 1954 diese Entziehungsbeschlüsse auf.
Im Oktober 1939, nach der Übersiedlung des Generalsekretariats der ITF nach England, übersiedelte Auerbach mit seiner Familie nach Kempston (Bedfordshire) und lebte später in London. Vom 7. Oktober 1940 bis zum 30. April 1942 propagiert der von ihm ins Leben gerufene Sender der europäischen Revolution (SER) eine rätesozialistische Neuordnung. Zu diesem Zweck gründete Auerbach u. a. die Aktionsgemeinschaft Gewerkschaftlicher Freiheitsbund gegen das Hakenkreuz (GFgH).
Auerbach wurde von 1939 bis 1942 als Enemy Alien interniert.
Von den nationalsozialistischen Polizeiorganen als Staatsfeind eingestuft, wurde Auerbach (bzw. sein Pseudonym Walter Dirksen) im Frühjahr 1940 vom Reichssicherheitshauptamt auf die Sonderfahndungsliste G.B. gesetzt, ein Verzeichnis von Personen, die im Falle einer erfolgreichen Invasion und Besetzung der britischen Insel durch die Wehrmacht von den den Besatzungstruppen folgenden Sonderkommandos der SS mit besonderer Priorität ausfindig gemacht und verhaftet werden sollten.
In den Jahren 1945/46 hielt Auerbach Vorträge über sozialpolitische und gewerkschaftliche Fragen in verschiedenen Kriegsgefangenenlagern. 1946 übernahm er nach seiner Rückkehr auf Wunsch der Gewerkschaften das Amt des Vizepräsidenten des Zentralamtes für Arbeit der Britischen Zone in Lemgo. Im Herbst 1948 berief ihn Alfred Kubel zum Staatssekretär im niedersächsischen Arbeits- und Sozialministerium, unterbrochen nur während der Regierung Heinrich Hellwege. Von Oktober 1969 bis zu seiner Pensionierung im April 1971  war er Staatssekretär unter Walter Arendt im Bundesministerium für Arbeit. Bis zu seinem Tod im März 1975 leitete er die „Sachverständigenkommission für das Sozialgesetzbuch“, die im Bundessozialministerium eingerichtet worden war, um das Sozialrecht in das damals neu zu schaffende Sozialgesetzbuch einzuordnen.
Walter Auerbach ist der Vater von Leonore Auerbach.
Ehrungen
- Die Marie-Juchacz-Plakette der Arbeiterwohlfahrt wurde ihm 1969 verliehen.

## Schriften
Artikel:
Namen in [ ] sind die im Artikel verwendeten Pseudonyme
in Das Andere Deutschland:
- Ein ermutigender Brief, Jg. 9. 1947, Nr. 152 (15. Oktober 1947), S. 2

in Die Zeitung:
- Sozialpolitische Probleme Nachkriegsdeutschlands, Jg. 4. 1944, Nr. 393 (15. September 1944), S. 10
- Philadelphia und Deutschland, Jg. 4. 1944, Nr. 394 (22. September 1944), S. 10
- Wiederaufbau deutscher Gewerkschaften, Jg. 4. 1944, Nr. 397 (13. Oktober 1944), S. 10
- Eisenhower zeigt eine Alternative, Jg. 4. 1944, Nr. 407 (22. Dezember 1944), S. 10
- Von Philadelphia nach London, Jg. 4. 1945, Nr. 412 (26. Januar 1945), S. 10
- Arbeiterprobleme der Zukunft, Jg. 4. 1945, Nr. 413 (2. Februar 1945), S. 10
- IAO und IGB-Beschlüsse und Pläne, Jg. 4. 1945, Nr. 414 (9. Februar 1945), S. 10
- Eine grosse Improvisation, Jg. 4. 1945, Nr. 416 (23. Februar 1945), S. 10
- Auf dem Weg zu einem Weltgewerkschaftsbund, Jg. 5. 1945, Nr. 418 (9. März 1945), S. 10

in der Sozialistische Warte:
- [Walter Dirksen] Zur Emigrations-Publizistik, Jg. 12. 1937, Nr. 16 (15. August 1937), S. 374
- [Walter Dirksen] Noch einmal: zur Emigrationspublizistik, Jg. 12. 1937, Nr. 20 (15. Oktober 1937), S. 471
- [Walter Dirksen] Gewerkschaftsdiskussion, Jg. 12. 1937, Nr. 29 (17. Dezember 1937), S. 694
- [Walter Dirksen] Faschismus und Gewerkschaften, Jg. 13. 1938, Nr. 22 (3. Juni 1938), S. 519
- [Walter Dirksen] Deutsche Gewerkschafter im Exil, Jg. 13. 1938, Nr. 51 (23. Dezember 1938), S. 1212
- [Walter Dirksen] Zwei neue Publikationen, Jg. 14. 1939, Nr. 13 (31. März 1939), S. 322